# Aluata
Els aluates (Alouatta), també coneguts com a mones udoladores o udoladors, són l'únic gènere vivent de la subfamília dels aluatins i són uns dels micos del Nou Món més grossos. Actualment se'n reconeixen una quinzena d'espècies. Anteriorment se'ls classificava dins la família dels cèbids, però avui en dia se'ls classifica a la família dels atèlids. Són nadius dels boscos de Sud-amèrica i Centreamèrica. Viuen en grups d'uns divuit individus. Les amenaces pels aluates inclouen la caça que se'n fa per utilitzar-los com a aliment o per posar-los en captivitat.